# Sérgio Conceição
Sérgio Paulo Marceneiro da Conceição, zkráceně jen Sérgio Conceição (* 15. listopadu 1974 Coimbra) je bývalý portugalský fotbalový záložník a od roku 2012 fotbalový trenér. Dne 30. prosince se stal trenérem italského Milána, když nahradil svého krajana Fonsecu.
S portugalskou reprezentací získal bronzovou medaili z mistrovství Evropy 2000. Hrál též na světovém šampionátu v Koreji a Japonsku roku 2002. V národním týmu působil v letech 1996–2003 a odehrál 56 utkání, v nichž vstřelil 12 branek.
S Laziem Řím vyhrál Pohár vítězů pohárů 1998/1999 a následně i Superpohár UEFA. V evropských pohárech odehrál 30 zápasů a zaznamenal jednu branku.
S FC Porto se stal třikrát mistrem Portugalska (1996/1997, 1997/1998, 2003/2004), s Laziem mistrem Itálie (1999/2000), má též ve sbírce portugalský pohár (1997/1998) a dva poháry italské (1999/2000, 2003/2004).
Roku 2005 byl vyhlášen nejlepším hráčem belgické ligy.

## Přestupy
- z Porto do Lazio za 9 000 000 eur
- z Lazio do Parma za 17 000 000 eur
- z Parma do Inter za 18 000 000 eur
- z Inter do Lazio zadarmo
- z Lazio do Porto zadarmo
- z Porto do Standard Lutych zadarmo

## Hráčská kariéra

### Klubová
V roce 1993 debutoval za Penafiel, kde byl poslán na hostování z Porta. O rok později nastupoval za klub Leça a za další rok hrál za Felgueiras. Až v sezoně 1996/97 hrál za mateřské Porto, kde působil dvě sezony. S klubem vyhrál dva ligové tituly (1996/97, 1997/98) a jeden domácí pohár (1997/98) i superpohár (1996).
Den 17. června 1998 byl prodán do italského Lazia. První trofej získal hned zkraje sezony když vstřelenou brankou pomohl k vítězství v domácím superpoháru (1998). Výborná sezona pokračovala dále a nakonec získal i pohár PVP (1998/99). V příští sezoně přidal mistrovský titul (1999/00) a domácí pohár (1999/00).
Dne 11. července 2000 byl spolu se záložníkem Almeydou prodán do Parmy jako součást výměny za Crespa. V klubu vydržel jednu sezonu, když v lize obsadil 4. místo a domácím poháru prohrál ve finále s Fiorentinou (0:1, 1:1).
Dne 4. července 2001 byl opět vyměněn, tentokrát do Interu za brankáře Freye. Za Nerazzurri toho moc neodehrál kvůli zraněním, ale i tak se zasloužil o to že tým postoupil do semifinále LM 2002/03 a v lize skončil na 2. místě v sezoně 2002/03. Po sezoně ukončil s klubem smlouvu.
Na sezonu 2003/04 se vrátil do Lazia, kde jej trénoval ho jeho bývalý spoluhráč Roberto Mancini. Jenže v lednu 2004 tým opustil a o tři dny později, podepsal smlouvu v mateřském Portu kde vyhrál svůj třetí portugalský titul.
Po sezoně odešel do belgického Lutychu. V první sezoně hrál tak dobře, že byl vyhlášen fotbalistou sezony v lize a vyneslo mu  prodloužení smlouvy na dva roky. Dne 11. dubna 2006 však dostal od místního fotbalového svazu tříletý zákaz činnosti za napadení rozhodčího během zápasu. Po této epizodě se 24. června 2007 rozhodl jít hrát do kuvajtského Qadsia, kde odehrál sedm utkání.
V lednu 2008 se rozhodl odejít do řeckého PAOK Soluň, kde hrál do ledna 2010. Poté ukončil hráčskou kariéru.

### Reprezentační
Za reprezentaci Portugalska nastoupil prvně 9. listopadu 1996 proti Ukrajině (1:0). První branku vstřelil proti Severnímu Irsku (1:0) dne 11. října 1997. Dostal se do nominace na domácí ME 2000, kde odehrál všechna utkání. Ve skupině proti Německu (3:0) vstřelil všechny branky. Turnaj skončil v semifinále, kde jej vyřadila Francie na penalty. Také si zahrál na MS 2002, kde odehrál všechna utkání, ale nepostoupil ze skupiny. Poslední utkání odehrál 6. září 2003 proti Španělsku (0:3).

## Trenérská kariéra

### Začátky
První trenérské angažmá získal 2. ledna 2012, když vzal angažmá prvoligového Olhanense. Ligu dokončil na 11. místě, čímž zachránil klub od sestupu. Dne 7. ledna 2013 po výhře 1:0 proti Rio Ave odstoupil.
Další angažmá získal 8. dubna když přebral prvoligovou Académicu. V následující sezoně dovedl tým na 9. místo a po sezoně skončil.
Dne 26. května 2014 byl jmenován trenérem Bragy kde podepsal smlouvu na dva roky. Ligu dokončil na 4. místě, kvalifikoval tým do Evropské ligy a prohrál ve finále domácího poháru proti Sportingu na penalty. Jenže dne 30. června 2015 se prezident klubu rozhodl jej propustit a nahradit jej  Fonsecou.
V záři 2015 nastoupil do Vitórie, se kterým obsadil 10. místo. Po sezoně se rozhodl s klubu odejít.
První zahraniční angažmá získal v prosince 2016, když získal angažmá ve francouzském Nantes, která byla na předposledním místě.  Klub mu během sezony prodloužil smlouvu a nakonec v lize obsadil 7. místo. Po sezoně se ale rozhodl v klubu skončit.

### Porto
V červnu 2017 se stal trenérem Porta, se kterým podepsal smlouvu na dva roky. Ve své první sezoně vyhrál titul. Ve druhé sezoně vyhrál domácí superpohár, zatímco v lize se umístil na 2. místě za Benficou o pouhé dva body a prohrál obě finále domácího poháru (Portugalský pohár a Portugalský ligový pohár) proti Sportingu. V LM byl dvakrát vyřazen Liverpoolem, v sezoně 2017/18 v osmifinále a v sezoně 2018/19 ve čtvrtfinále. Smlouva mu byla prodloužena, jenže v předkole LM 2019/20 prohrál a sestoupil do EL kde vypadl v šestnáctifinále. Oslavy si užil při vítězství v lize a v domácím poháru. V následující sezoně vyhrál domácí superpohár a stal se tak nejúspěšnějším trenérem s nejvíce vyhranými zápasy v historii týmu. V LM 2020/21 byl vyřazen Chelsea ve čtvrtfinále. V lize obsadil 2. místo za Sportingem a v domácích pohárech skončil vždy v semifinále. Dne 5. června 2021 prodloužil s klubem smlouvu do roku 2024. [ 27 ] V sezoně 2021/22 vyhrál již svůj třetí trenérský titul, zatímco v LM 2021/22 se umístil na 3. místě ve skupině, sestoupil do EL, kde vypadl v osmifinále. V následujících dvou sezónách vyhrál další dva domácí poháry, další domácí superpohár a ligový pohár. V dubnu 2024 prodloužil smlouvu s do 30. června 2028. Jenže již 4. června ukončil smlouvu s klubem.

### Milán
Dne 30. prosince 2024 nahradil odvolaného krajana Fonsecu v italském klubu Milán, kde podepsal smlouvu na jeden a půl roku.

## Hráčská statistika

### Klubová
| Sezóna                    | Klub                      | Liga                      | Liga   | Liga | Ligové poháry | Ligové poháry | Ligové poháry | Kontinentální poháry | Kontinentální poháry | Kontinentální poháry | Celkem | Celkem |
| Sezóna                    | Klub                      | Soutěž                    | Zápasy | Góly | Soutěž        | Zápasy        | Góly          | Soutěž               | Zápasy               | Góly                 | Zápasy | Góly   |
| ------------------------- | ------------------------- | ------------------------- | ------ | ---- | ------------- | ------------- | ------------- | -------------------- | -------------------- | -------------------- | ------ | ------ |
| 1993/94                   | Penafiel                  | Segunda Liga              | 30     | 2    | PP            | ?             | ?             | -                    | 0                    | 0                    | 30+    | 2+     |
| 1994/95                   | Leça                      | Segunda Liga              | 24     | 3    | PP            | ?             | ?             | -                    | 0                    | 0                    | 24+    | 3+     |
| 1995/96                   | Felgueiras                | Segunda Liga              | 30     | 4    | PP            | ?             | ?             | -                    | 0                    | 0                    | 30+    | 4+     |
| 1996/97                   | Porto                     | Primeira Divisão          | 26     | 1    | PP+PS         | 3+2           | 1             | LM                   | 7                    | 0                    | 38     | 2      |
| 1997/98                   | Porto                     | Primeira Divisão          | 30     | 8    | PP+PS         | 3+2           | 0             | LM                   | 4                    | 0                    | 39     | 8      |
| 1998/99                   | Lazio                     | Serie A                   | 33     | 5    | IP+IS         | 5+1           | 0+1           | PVP                  | 5                    | 1                    | 44     | 7      |
| 1999/00                   | Lazio                     | Serie A                   | 30     | 2    | IP            | 4             | 0             | LM+ES                | 9+0                  | 2                    | 43     | 4      |
| 2000/01                   | Parma                     | Serie A                   | 25     | 5    | IP            | 5             | 0             | PU                   | 6                    | 2                    | 36     | 7      |
| 2001/02                   | Inter                     | Serie A                   | 23     | 1    | IP            | 1             | 0             | PU                   | 8                    | 0                    | 32     | 1      |
| 2002/03                   | Inter                     | Serie A                   | 19     | 0    | IP            | 1             | 1             | LM                   | 13                   | 0                    | 33     | 1      |
| Celkem za Inter           | Celkem za Inter           | Celkem za Inter           | 42     | 1    | -             | 2             | 1             | -                    | 21                   | 0                    | 65     | 2      |
| 2003/04                   | Lazio                     | Serie A                   | 7      | 0    | IP            | 2             | 0             | LM                   | 7                    | 0                    | 16     | 0      |
| Celkem za Lazio           | Celkem za Lazio           | Celkem za Lazio           | 70     | 7    | -             | 12            | 1             | -                    | 21                   | 3                    | 103    | 11     |
| 2004                      | Porto                     | Primeira Liga             | 11     | 0    | PP            | 1             | 1             | -                    | 0                    | 0                    | 12     | 1      |
| Celkem za Porto           | Celkem za Porto           | Celkem za Porto           | 67     | 9    | -             | 11            | 2             | -                    | 11                   | 0                    | 88     | 11     |
| 2004/05                   | Standard Lutych           | Division I                | 27     | 10   | BP            | 2             | 1             | PU                   | 5                    | 0                    | 34     | 11     |
| 2005/06                   | Standard Lutych           | Division I                | 25     | 7    | BP            | 4             | 0             | -                    | 0                    | 0                    | 29     | 7      |
| 2006/07                   | Standard Lutych           | Division I                | 22     | 4    | BP            | 3             | 0             | PU                   | 2                    | 0                    | 27     | 4      |
| Celkem za Standard Lutych | Celkem za Standard Lutych | Celkem za Standard Lutych | 74     | 21   | -             | 9             | 1             | -                    | 7                    | 0                    | 91     | 22     |
| 2007/08                   | Qadsia                    | 1. liga                   | 7      | 5    | -             | 0             | 0             | -                    | 0                    | 0                    | 7      | 5      |
| 2008                      | PAOK                      | SL                        | 7      | 0    | -             | 0             | 0             | -                    | 0                    | 0                    | 7      | 0      |
| 2008/2009                 | PAOK                      | SL                        | 24+4   | 4+1  | ŘP            | 3             | 1             | -                    | 0                    | 0                    | 31     | 6      |
| 2009/2010                 | PAOK                      | SL                        | 6      | 0    | ŘP            | 0             | 0             | EL                   | 3                    | 0                    | 9      | 0      |
| Celkem za PAOK            | Celkem za PAOK            | Celkem za PAOK            | 41     | 5    | -             | 3             | 1             | -                    | 3                    | 0                    | 47     | 6      |
| Celkově                   | Celkově                   | Celkově                   | 410    | 62   | -             | 42            | 6             | -                    | 69                   | 5                    | 521    | 73     |

### Reprezentační

#### Statistika na velkých turnajích
| Reprezentace | Rok  | Zápasy             | Zápasy | Zápasy      | Zápasy           | Zápasy           | Zápasy       |
| Reprezentace | Rok  | Fáze turnaje       | Datum  | Soupeř      | Odehraných minut | Vstřelené branky | Výsledek     |
| ------------ | ---- | ------------------ | ------ | ----------- | ---------------- | ---------------- | ------------ |
| Portugalsko  | 2000 | 1 zápas ve skupině | 12. 6. | Anglie      | 14               | 0                | 3:2          |
| Portugalsko  | 2000 | 2 zápas ve skupině | 17. 6. | Rumunsko    | 34               | 0                | 1:0          |
| Portugalsko  | 2000 | 3 zápas ve skupině | 20. 6. | Německo     | 90               | 3                | 3:0          |
| Portugalsko  | 2000 | Čtvrtfinále        | 24. 6. | Turecko     | 90               | 0                | 2:0          |
| Portugalsko  | 2000 | Semifinále         | 28. 6. | Francie     | 120              | 0                | 1:2 v prodl. |
| Portugalsko  | 2002 | 1 zápas ve skupině | 5. 6.  | USA         | 90               | 0                | 2:3          |
| Portugalsko  | 2002 | 2 zápas ve skupině | 10. 6. | Polsko      | 69               | 0                | 4:0          |
| Portugalsko  | 2002 | 3 zápas ve skupině | 14. 6. | Jižní Korea | 90               | 0                | 0:1          |

## Trenérská statistika
| Sezóna              | Klub                | Liga                | Liga   | Liga  | Liga   | Liga   | Liga                       | Ligové poháry | Ligové poháry | Ligové poháry | Ligové poháry | Ligové poháry | Ligové poháry    | Kontinentální poháry | Kontinentální poháry | Kontinentální poháry | Kontinentální poháry | Kontinentální poháry | Kontinentální poháry | Celkem | Celkem | Celkem | Celkem |
| Sezóna              | Klub                | Soutěž              | Zápasy | Výhry | Remízy | Prohry | Umístění                   | Soutěž        | Zápasy        | Výhry         | Remízy        | Prohry        | Úspěch           | Soutěž               | Zápasy               | Výhry                | Remízy               | Prohry               | Úspěch               | Zápasy | Výhry  | Remízy | Prohry |
| ------------------- | ------------------- | ------------------- | ------ | ----- | ------ | ------ | -------------------------- | ------------- | ------------- | ------------- | ------------- | ------------- | ---------------- | -------------------- | -------------------- | -------------------- | -------------------- | -------------------- | -------------------- | ------ | ------ | ------ | ------ |
| 2012                | Olhanense           | Primeira Liga       | 17     | 6     | 7      | 4      | Nastoupil v led. 8. místo  | PP            | 0             | 0             | 0             | 0             | -                | -                    | 0                    | 0                    | 0                    | 0                    | -                    | 17     | 6      | 7      | 4      |
| 2012/13             | Olhanense           | Primeira Liga       | 13     | 3     | 5      | 5      | Propuštěn v led.           | PP+PLP        | 2+2           | 1+0           | 0+1           | 1+1           | -                | -                    | 0                    | 0                    | 0                    | 0                    | -                    | 17     | 4      | 6      | 7      |
| Celkem za Olhanense | Celkem za Olhanense | Celkem za Olhanense | 30     | 9     | 12     | 9      | -                          | -             | 4             | 1             | 1             | 2             | -                | -                    | 0                    | 0                    | 0                    | 0                    | -                    | 34     | 10     | 13     | 11     |
| 2013                | Académica           | Primeira Liga       | 5      | 2     | 1      | 2      | Nastoupil v dub. 11. místo | PP            | 0             | 0             | 0             | 0             | -                | -                    | 0                    | 0                    | 0                    | 0                    | -                    | 5      | 2      | 1      | 2      |
| 2013/14             | Académica           | Primeira Liga       | 30     | 9     | 10     | 11     | 9. místo                   | PP+PLP        | 4+2           | 1+0           | 2+1           | 1+1           | -                | -                    | 0                    | 0                    | 0                    | 0                    | -                    | 36     | 10     | 13     | 13     |
| Celkem za Académica | Celkem za Académica | Celkem za Académica | 35     | 11    | 11     | 13     | -                          | -             | 6             | 1             | 3             | 2             | -                | -                    | 0                    | 0                    | 0                    | 0                    | -                    | 41     | 12     | 14     | 15     |
| 2014/15             | Braga               | Primeira Liga       | 34     | 17    | 7      | 10     | 4. místo                   | PP+PLP        | 7+4           | 5+2           | 2+1           | 0+1           | Stříbrná medaile | -                    | 0                    | 0                    | 0                    | 0                    | -                    | 45     | 24     | 10     | 11     |
| 2015/16             | Vitória             | Primeira Liga       | 29     | 8     | 10     | 11     | Nastoupil v září 10. místo | PP+PLP        | 1+1           | 0+0           | 0+0           | 1+1           | -                | -                    | 0                    | 0                    | 0                    | 0                    | -                    | 31     | 8      | 10     | 13     |
| 2016/17             | Nantes              | Ligue 1             | 22     | 11    | 5      | 6      | Nastoupil v pro. 7. místo  | FP+FLP        | 2+2           | 1+1           | 0+0           | 1+1           | -                | -                    | 0                    | 0                    | 0                    | 0                    | -                    | 26     | 13     | 5      | 8      |
| 2017/18             | Porto               | Primeira Liga       | 34     | 28    | 4      | 2      |                            | PP+PLP        | 6+4           | 5+2           | 0+2           | 1+0           | -                | LM                   | 8                    | 3                    | 2                    | 3                    | -                    | 52     | 38     | 8      | 6      |
| 2018/19             | Porto               | Primeira Liga       | 34     | 27    | 4      | 3      | Stříbrná medaile           | PP+PLP+PS     | 7+5+1         | 5+3+1         | 2+2+0         | 0+0+0         | +                | LM                   | 10                   | 6                    | 1                    | 3                    | -                    | 57     | 42     | 9      | 6      |
| 2019/20             | Porto               | Primeira Liga       | 34     | 26    | 4      | 4      |                            | PP+PLP        | 7+5           | 6+4           | 1+0           | 0+1           | +                | LM+EL                | 2+8                  | 1+3                  | 0+1                  | 1+4                  | -                    | 56     | 40     | 6      | 10     |
| 2020/21             | Porto               | Primeira Liga       | 34     | 24    | 8      | 2      | Stříbrná medaile           | PP+PLP+PS     | 6+2+1         | 4+1+1         | 1+0+0         | 1+1+0         |                  | LM                   | 10                   | 6                    | 1                    | 3                    | -                    | 53     | 36     | 10     | 7      |
| 2021/22             | Porto               | Primeira Liga       | 34     | 29    | 4      | 1      |                            | PP+PLP        | 7+2           | 7+1           | 0+0           | 0+1           |                  | LM+EL                | 6+4                  | 1+1                  | 2+2                  | 3+1                  | -                    | 53     | 39     | 8      | 6      |
| 2022/23             | Porto               | Primeira Liga       | 34     | 27    | 4      | 3      | Stříbrná medaile           | PP+PLP+PS     | 7+6+1         | 7+5+1         | 0+1+0         | 0+0+0         | +                | LM                   | 8                    | 4                    | 1                    | 3                    | -                    | 56     | 44     | 6      | 6      |
| 2023/24             | Porto               | Liga Portugal       | 34     | 22    | 6      | 6      | Bronzová medaile           | PP+PLP+PS     | 7+2+1         | 7+1+0         | 0+0+0         | 0+1+1         |                  | LM                   | 8                    | 5                    | 0                    | 3                    | -                    | 52     | 35     | 6      | 11     |
| Celkem za Porto     | Celkem za Porto     | Celkem za Porto     | 238    | 183   | 34     | 21     | -                          | -             | 77            | 61            | 9             | 7             | -                | -                    | 64                   | 30                   | 10                   | 24                   | -                    | 556    | 341    | 105    | 110    |
| 2024/25             | Milán               | Serie A             | ?      | ?     | ?      | ?      | Nastoupil v pro.           | IP+IS         | ?+?           | ?             | ?             | ?             | ?                | LM                   | ?                    | ?                    | ?                    | ?                    | ?                    | ?      | ?      | ?      | ?      |
| Celkově             | Celkově             | Celkově             | 388    | 259   | 79     | 70     | -                          | -             | 104           | 73            | 16            | 16            | -                | -                    | 64                   | 30                   | 10                   | 24                   | -                    | 556    | 341    | 105    | 110    |

## Úspěchy

### Hráčské

#### Klubové

##### Národní
- vítěz portugalské ligy (3x)

Porto: 1996/97, 1997/98, 2003/04
- vítěz italské ligy (1x)

Lazio: 1999/00
- vítěz portugalského poháru (1x)

Porto: 1997/98
- vítěz italského poháru (1x)

Lazio: 1999/00
- vítěz portugalského superpoháru (1x)

Porto: 1996
- vítěz italského superpoháru (1x)

Lazio: 1998

##### Kontinentální
- vítěz Pohár vítězů pohárů (1x)

Lazio: 1998/99
- vítěz Superpoháru UEFA (1x)

Lazio: 1999

#### Reprezentační
- 1× na MS (2002)
- 1× na ME (2000 - bronz)

### Trenérské
- vítěz portugalské ligy (3x)

Porto: 2017/18, 2019/20, 2021/22
- vítěz portugalského poháru (4x)

Porto: 2019/20, 2021/22, 2022/23, 2023/24
- vítěz portugalského ligového poháru (1x)

Porto: 2022/23
- vítěz portugalského superpoháru (3x)

Porto: 2018, 2020, 2022, 

### Individuální
- 1× nejlepší hráč belgické ligy (2005)